# Wikipedia in asturiano
La Wikipedia in asturiano (in asturiano Wikipedia n'asturianu), spesso abbreviata in ast.wiki, è l'edizione in lingua asturiana dell'enciclopedia online Wikipedia.

## Storia
È stata aperta a luglio 2004.

## Statistiche
La Wikipedia in asturiano ha 137 160 voci, 243 308 pagine, 132 155 utenti registrati di cui 110 attivi, 8 amministratori e una "profondità" (depth) di 11 (al 21 marzo 2025).
È la 67ª Wikipedia per numero di voci ma, come "profondità", è la 63ª fra quelle con più di 100 000 voci (al 14 ottobre 2024).

## Cronologia
- 1º settembre 2004 — supera le 1000 voci
- 20 novembre 2007 — supera le 10 000 voci
- 23 luglio 2017 — supera le 50 000 voci ed è la 81ª Wikipedia per numero di voci
- 25 gennaio 2020 — supera le 100 000 voci ed è la 65ª Wikipedia per numero di voci